# Đỗ Căn (Đông Hán)
Đỗ Căn (chữ Hán: 杜根), tự Bá Kiên, người huyện Định Lăng, quận Dĩnh Xuyên, quan viên nhà Đông Hán trong lịch sử Trung Quốc.

## Cuộc đời
Cha là Ba Quận thái thú Đỗ An, có thanh danh.
Căn tính thật thà, lại nóng nảy. Năm Vĩnh Sơ đầu tiên (107), Căn được cử Hiếu liêm, làm Lang trung. Bấy giờ Đặng thái hậu nắm quyền, ngoại thích chuyên chánh; Căn cho rằng Hán An đế đã trưởng thành, nên coi chánh sự, bèn cùng những viên Lang mới được bổ nhiệm như mình, dâng thư can thẳng. Đặng thái hậu cả giận, bắt giữ bọn Căn, lệnh cho nhét họ vào túi lụa, rồi đánh đòn đến chết ở trên điện. Người chấp pháp biết tiếng tăm của Căn, nói riêng với kẻ thi hành đừng nặng tay; sau khi được chở ra ngoài thành, Căn tỉnh lại. Đặng thái hậu sai người kiểm tra, Căn bèn nhắm mắt giả chết; 3 ngày sau, trong mắt sanh giòi, người ta xác nhận ông đã chết rồi, nhân đó trốn thoát. Căn làm kẻ phục vụ trong quán rượu ở vùng núi thuộc huyện Nghi Thành hơn 15 năm. Chủ quán biết Căn là người hiền, hậu đãi ông.
Đặng thái hậu mất, khiến họ Đặng thất thế, mọi người đều nói bọn Căn là trung thần. Hán An đế ngỡ Căn đã chết, bèn bố cáo thiên hạ, tìm kiếm con cháu của ông. Căn đang quay về quê nhà, tự đứng ra xác nhận minh còn sống, được trưng bởi Công xa, bái làm Thị ngự sử.
Thời Hán Thuận đế, Căn được thăng làm Tế Âm thái thú; ông ở chức lấy đức khiêm nhường để trị lý, thay đổi thói tục. Căn rời quan về nhà, không rõ mất khi nào, hưởng thọ 78 tuổi. Gia đình tổ chức tang lễ theo lối của Đỗ An trước đây: lấy quần áo thường ngày để liệm, quan tài không sơn đen, con cái tự đẩy xe. Bấy giờ quan lại đi qua mộ phần của An và Căn đều xuống xe, đến tận nơi để cúng tế.

## Hậu nhân
Cháu nội của Căn là danh thần Đỗ Tập nhà Tào Ngụy.

## Trong văn hóa
Tấm gương dũng cảm chống lại cường quyền của Đỗ Căn được hậu thế hết lời ca ngợi:
- Bì Nhật Hưu trong bài thơ Tửu lư có câu rằng: "Thảng đắc tác Đỗ Căn, dong bảo hà túc quý?"
- Đàm Tự Đồng trong bài thơ tuyệt mệnh Ngục trung đề bích có câu rằng: "Vọng môn đầu chỉ tư Trương Kiệm, nhẫn tử tu du đãi Đỗ Căn. Ngã tự hoành đao hướng thiên tiếu, khứ lưu can đảm lưỡng Côn Lôn!"